# Lana Lang

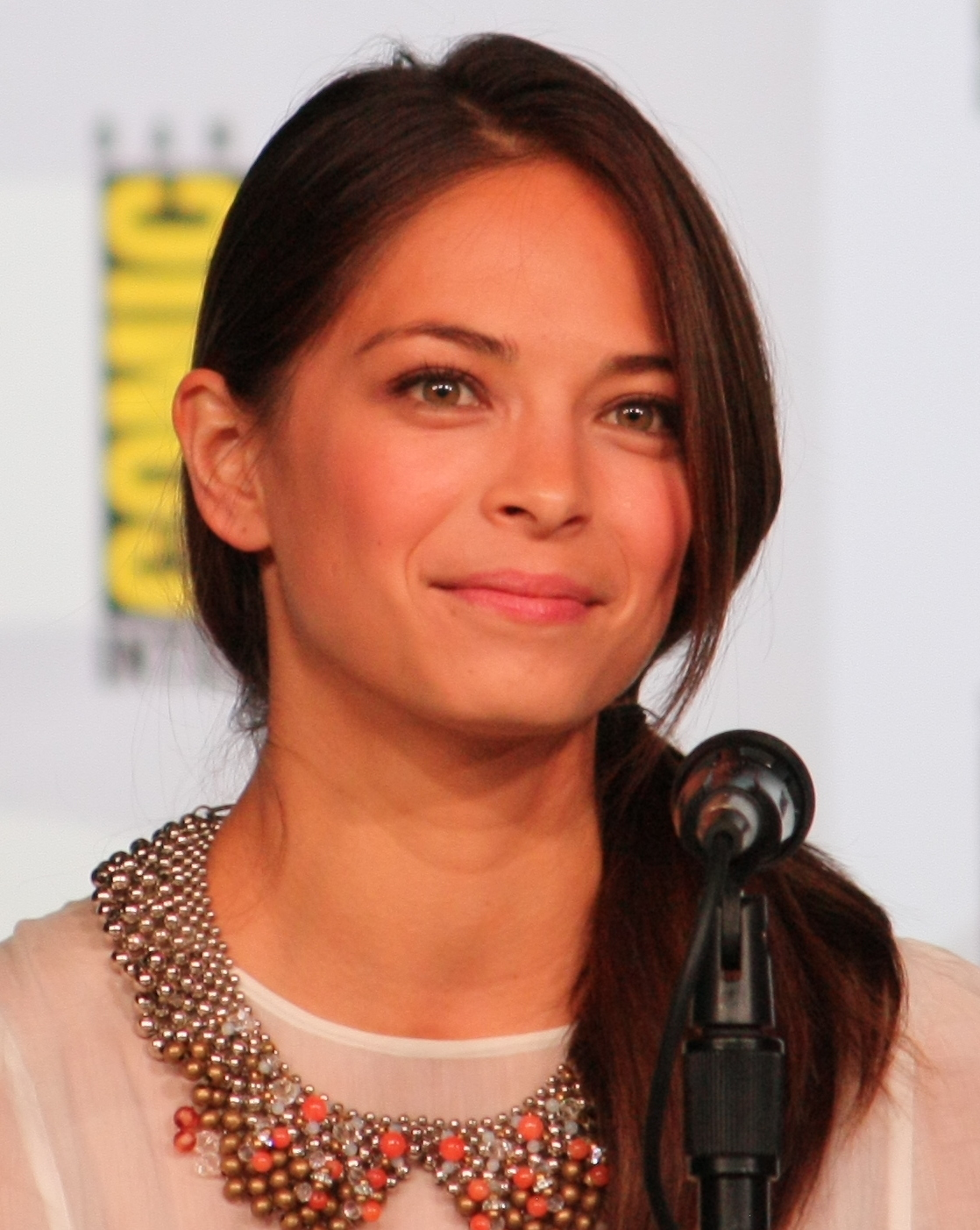
Kristin Kreuk, l'actriu que interpreta Lana Lang a la sèrie Smallville.

Lana Lang és un personatge de ficció que apareix a les històries de Superman publicades per DC Comics. La seva primera aparició va ser el 1950, al còmic Superman núm. 10. Va ser el primer amor de Clark Kent (Superman) quan era jove. Va estar casada un temps amb Lex Luthor, el millor amic de Clark Kent a la joventut. Tradicionalment, és pel-roja.

## En altres mitjans
Cinema
- A la pel·lícula Superman III (1983), Lana Lang és interpretada per Annette O'Toole.[1]

Televisió
- A la sèrie estatunidenca Smallville, apareix Lana Lang amb un gran protagonisme. És interpretada per Kristin Kreuk.[1]